# Bácsfeketehegy
Bácsfeketehegy (szerbül Фекетић / Feketić, németül Feketitsch / Schwarzenberg) falu Szerbiában, a Vajdaságban, az Észak-bácskai körzetben. Ma a bácskai magyar református püspökség székhelye.

## Fekvése
Topolyától 20 km-re délre a Bács-ér (más néven: Kanyarodó, Krivaja-patak) mellett fekszik. Közigazgatásilag Kishegyeshez tartozik.

## Története
1466-ban Fekethegyhaz néven említik, mint a Marótiak birtokát. 1580-ban már Feketehegy néven szerepel, majd 1652-ben a török összeírásban Feketicsként tűnik fel. Lakossága a török időkben elpusztult, a kulai uradalom pusztája volt. 1785-ben református kunhegyesi és tiszaburai magyarokkal telepítették újra. Az 1820-as évektől a szomszédos Szeghegyről németek költöztek be a faluba, akik rövidesen a falu lakosságának harmadát tették ki. 1849 januárjában a honvédek védtelenül hagyták Bácska ezen részét, ezért a falu lakossága félve a megtorlásoktól menekülni volt kénytelen. Ezt Mária-napi futás-nak nevezték. (1849. január 23.) Részben a környékbeli magyar települések, illetve Kiskunhalas és Soltvadkert fogadta be a menekülő lakosságot. A visszamaradt nemzetőrök mind egy szálig elestek, a falu református lelkésze Berhidai Keresztes József is mártírhalált halt. Megmaradt lakossága csak a fegyverletétel után merészkedett vissza a porig égetett faluba.
A falut 1896-ban érte el a vasút, a Bácsfeketehegy–Palánka vonallal kapcsolódott be az országos forgalomba.
1910-ben 5844 lakosából 3799 magyar és 2020 német volt. A trianoni békeszerződésig Bács-Bodrog vármegye Topolyai községéhez tartozott. A második világháború után a német lakosságot elűzték, helyükre főleg montenegróiak érkeztek.

## Demográfiai változások
| 1948 | 1953 | 1961 | 1971 | 1981 | 1991 | 2002 |
| ---- | ---- | ---- | ---- | ---- | ---- | ---- |
| 5903 | 5551 | 5484 | 4889 | 4688 | 4542 | 4336 |

## Híres bácsfeketehegyiek
- Szilády János (1839–1889) református lelkész
- Ágoston Sándor (1882-1960) református püspök
- Kozma Béla (1908–1996) meteorológus
- Jeges Károly (1908–1998) pedagógus
- Margit István (1960–) szerkesztő, producer, fordító
- Zoran Spišljak (1965–) labdarúgó, ezt követően edző több walesi és magyar csapatnál
- Itt szolgált Kunszt Károly somorjai kántortanító, vadász, preparátor, ornitológus